# Ararat-Armenia Erywań
Ararat-Armenia (orm. Արարատ-Արմենիա, ang. FC Ararat-Armenia) – armeński klub piłkarski z siedzibą w Erywaniu.

## Historia
Klub został założony w 2017 roku, pod nazwą Awan-Akademia i przystąpił do rozgrywek Araczin chumb (2. poziom). Drużyna początkowo miała reprezentować wychowanków Erywańskiej Akademii Piłkarskiej (orm. Երևանի ֆուտբոլի ակադեմիա).
W grudniu 2017 klub przejął biznesmen Samwel Karapetian, wówczas prezes rosyjskiego klubu Ararat Moskwa.
Latem 2018 Ararat Moskwa „przeprowadził się” do Armenii, zajmując miejsce Awan-Akademii, i wystartował w rozgrywkach Barcragujn chumb pod nazwą Ararat-Armenia. W październiku trenerem drużyny został Wartan Minasjan, były selekcjoner armeńskiej reprezentacji.
Swój pierwszy sezon w Barcragujn chumb klub zakończył zdobyciem mistrzostwa kraju. Swój historyczny sukces drużyna Araratu-Armenii zapewniła sobie dopiero w ostatniej kolejce sezonu, pokonując 1–0 Bananc Erywań.

## Sukcesy
| \| \| Zdobyte trofea w rozgrywkach Armenii (stan na: czerwiec 2024) \| |                                                               |      |            |
| Rozgrywki                                                              | Osiągnięcie                                                   | Razy | Sezon(y)   |
| Mistrzostwo                                                            | I miejsce                                                     | 2    | 2019, 2020 |
| Mistrzostwo                                                            | II miejsce                                                    | 1    | 2022       |
| Mistrzostwo                                                            | III miejsce                                                   | 2    | 2023, 2024 |
| Puchar                                                                 | zdobywca                                                      | 1    | 2024       |
| Puchar                                                                 | finalista                                                     | 1    | 2020       |
| Armenia                                                                | Zdobyte trofea w rozgrywkach Armenii (stan na: czerwiec 2024) |      |            |

## Europejskie puchary
Legenda do wszystkich tabel:
- Q – runda eliminacyjna, 1/16, 1/8, 1/4, 1/2 – odpowiednia faza rozgrywek, Grupa – runda grupowa, 1r gr – pierwsza runda grupowa, 2r gr – druga runda grupowa, F – finał, R – runda, PO – play-off
- k. – rzuty karne, los. – losowanie, Dogr. – dogrywka, w. – zasada bramek strzelonych na wyjeździe

| Sezon   | Rozgrywki               | Runda | Przeciwnik          | Dom            | Wyjazd         | Ogólnie        |
| ------- | ----------------------- | ----- | ------------------- | -------------- | -------------- | -------------- |
| 2019/20 | Liga Mistrzów           | 1Q    | AIK                 | 2–1            | 1–3            | 3–4            |
| 2019/20 | Liga Europy             | 2Q    | Lincoln Red Imps    | 2–0            | 2–1            | 4–1            |
| 2019/20 | Liga Europy             | 3Q    | Saburtalo Tbilisi   | 1–2            | 2–0            | 3–2            |
| 2019/20 | Liga Europy             | PO    | F91 Dudelange       | 2–1            | 1–2            | 3–3, k: 4–5    |
| 2020/21 | Liga Mistrzów           | 1Q    | Omonia Nikozja      | 0–1 (D), Dogr. | 0–1 (D), Dogr. | 0–1 (D), Dogr. |
| 2020/21 | Liga Europy             | 2Q    | Fola Esch           | 4–3 (D), Dogr. | 4–3 (D), Dogr. | 4–3 (D), Dogr. |
| 2020/21 | Liga Europy             | 3Q    | NK Celje            | 1–0 (D), Dogr. | 1–0 (D), Dogr. | 1–0 (D), Dogr. |
| 2020/21 | Liga Europy             | PO    | Crvena zvezda       | 1–2 (D)        | 1–2 (D)        | 1–2 (D)        |
| 2022/23 | Liga Konferencji Europy | 2Q    | Paide Linnameeskond | 0–0            | 0–0            | 0–0, k: 3–5    |
| 2023/24 | Liga Konferencji Europy | 1Q    | Egnatia Rrogozhinë  | 1–1            | 4–4            | 5–5, k: 4–2    |
| 2023/24 | Liga Konferencji Europy | 2Q    | Aris FC             | 1–1            | 0–1            | 1–2            |
| 2024/25 | Liga Konferencji        | 2Q    | Zimbru Kiszyniów    | 3–1            | 3–0            | 6–1            |
| 2024/25 | Liga Konferencji        | 3Q    | Puskás Akadémia FC  | 0–1            | 3–3            | 3–4            |
| 2025/26 | Liga Konferencji        | 2Q    | Universitatea Kluż  | 0–0            | 2–1            | 2–1, Dogr.     |
| 2025/26 | Liga Konferencji        | 3Q    | Sparta Praga        | 1–2            | 1–4            | 2–6            |